# لورا تسورو
لورا تسورو (به انگلیسی: Laura Tesoro) (زاده ۱۹ اوت ۱۹۹۶) خواننده بلژیکی است.
او در مسابقه آواز یوروویژن ۲۰۱۶ نماینده بلژیک بود .